# Марцонето (Тревизо)
Марцонето је насеље у Италији у округу Тревизо, региону Венето.
Према процени из 2011. у насељу је живело 73 становника. Насеље се налази на надморској висини од 44 м.